# Immetalia cynapes
Immetalia cynapes är en fjärilsart som beskrevs av Druce 1895. Immetalia cynapes ingår i släktet Immetalia och familjen nattflyn. Inga underarter finns listade i Catalogue of Life.